# George W. Ackerman

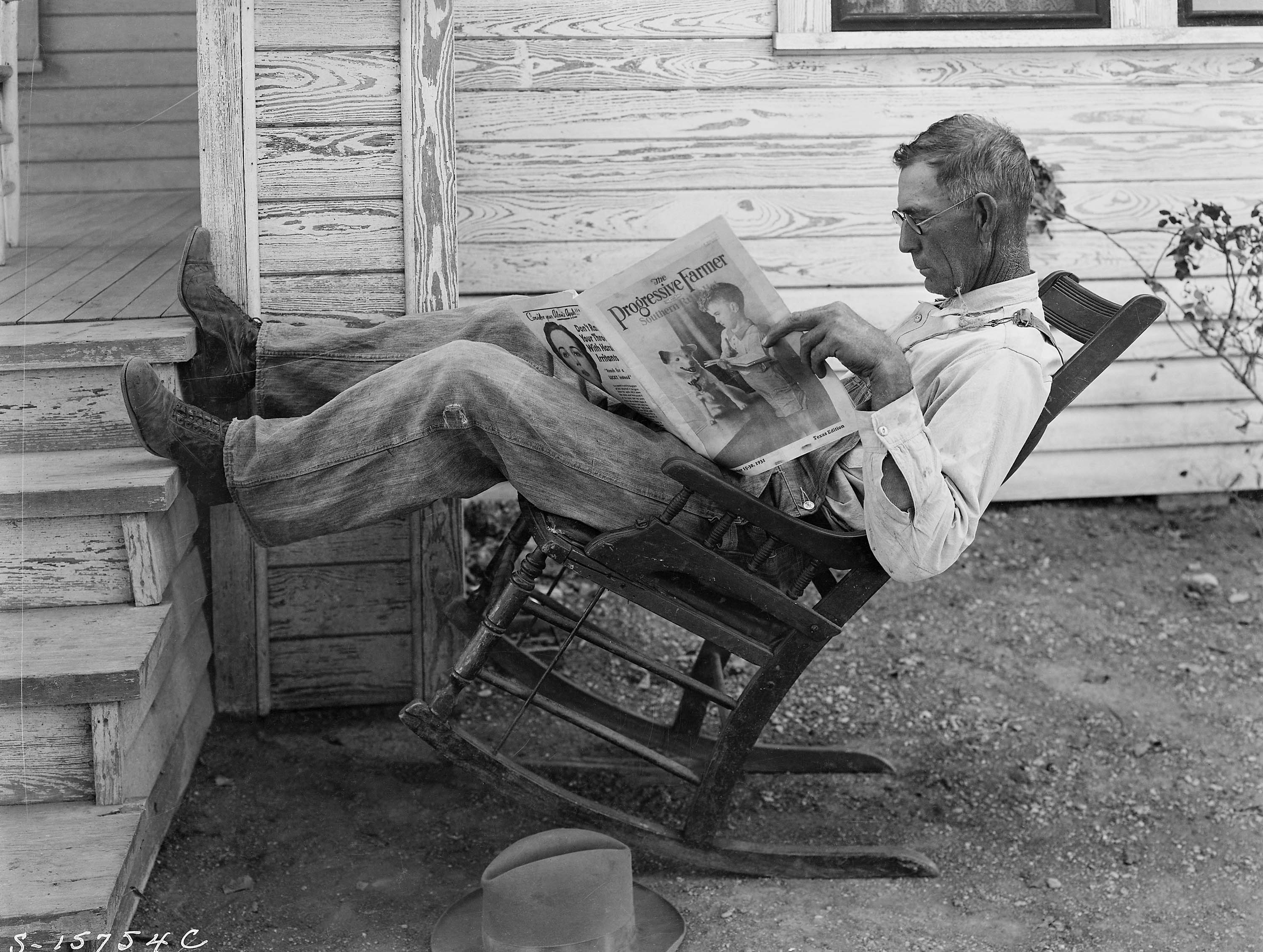
George W. Ackerman: Farmář, který si čte noviny, Coryell County, Texas, září 1931

George W. Ackerman (1884–1962) byl americký vládní fotograf. Odhaduje se, že během své téměř čtyřicetileté kariéry u amerického ministerstva zemědělství pořídil více než 50 000 fotografií.

## Životopis
Ackerman začal pracovat jako fotograf pro Bureau of Plant Industry (předsednictvo rostlinného průmyslu) v roce 1910 za plat 900 dolarů ročně. V roce 1917 přešel k úřadu Federal Extension Service a v tomto postavení cestoval po celé zemi a fotografoval život na venkově.
Desítky jeho negativů jsou v archivu National Archives and Records Administration, spadají do kategorie public domain a jsou k dispozici na úložišti obrázků Wikimedia Commons.

## Galerie

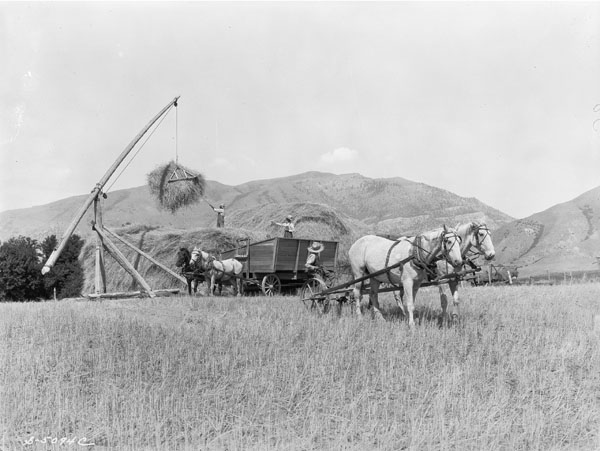
Vykládání sena, Washington, 1925
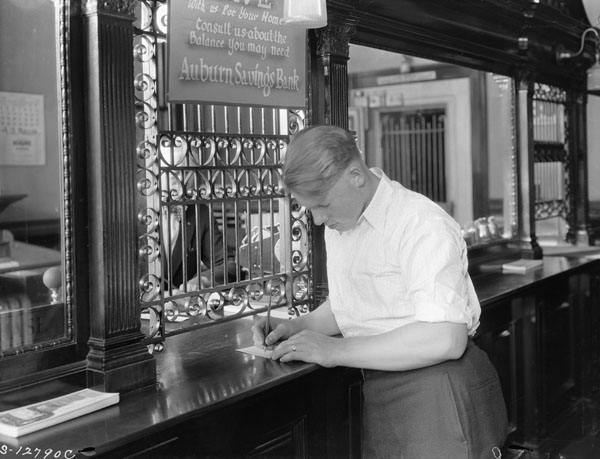
Zákazník v bance Auburn Savings Bank, 1929
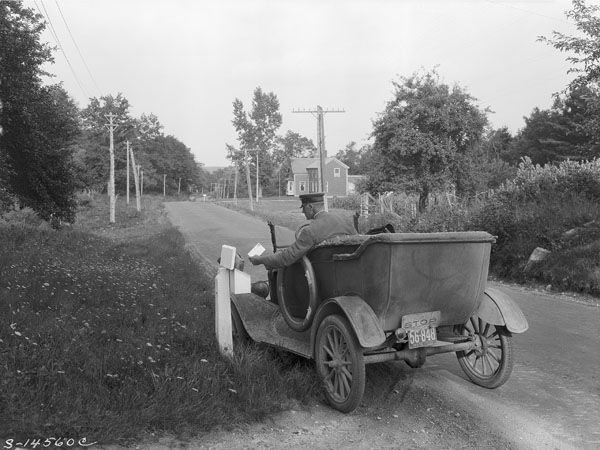
Pošťák doručuje dopis, York county, Maine, 1930
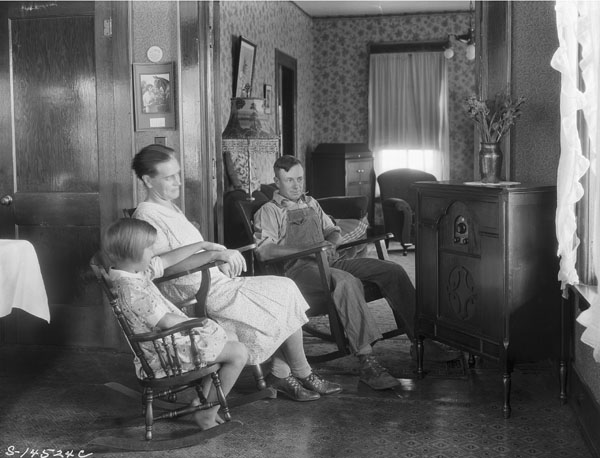
Farmářská rodina poslouchá rádio, Ingham County, Michigan, 1930
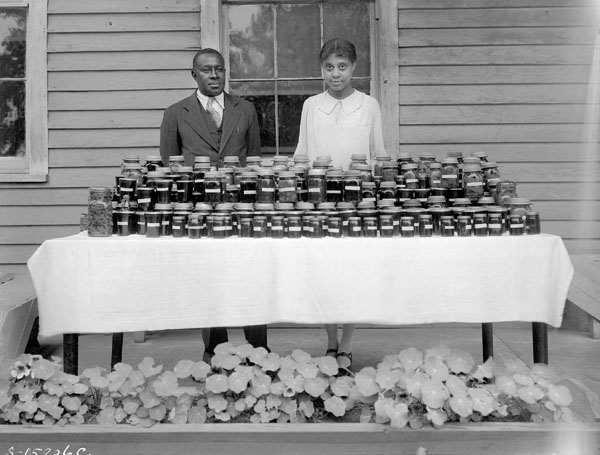
Afroamerická rodina s konzervovaným ovocem a zeleninou, pan a paní J. E. Bryanovi, Robeson County, Severní Karolína, 20. května 1932
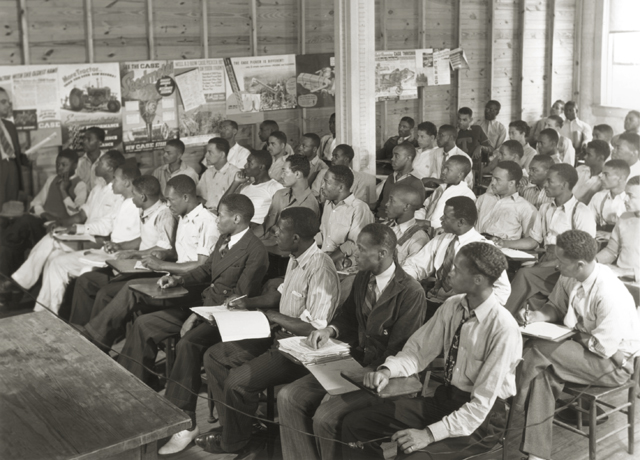
George W. Ackerman: Školní výuka juniorů na univerzitě Tuskegee, 10. května 1940